# Майданюк
Майданю́к — українське прізвище. Походить від іменника майдан.

## Відомі носії
- Майданюк Андрій Владиславович (1988—2014) — молодший сержант Збройних сил України, учасник російсько-української війни.
- Майданюк Володимир Андрійович — капітан Збройних сил України.
- Майданюк Володимир Павлович — полковник медичної служби, заслужений лікар України.
- Майданюк Дмитро Євгенович — російський хокеїст, нападник.
- Майданюк Олена Іванівна (1956—1988) — українська радянська діячка, Депутат Верховної Ради УРСР 11-го скликання.
- Майданюк Степан Іванович — санітар лазарету 4-ї Київської дивізії Армії УНР, Герой Другого Зимового походу.
- Осип Майданюк — український художник та дипломат.